# حصه صباح السالم الصباح
حصه صباح السالم الصباح، رئيسة دار الآثار الإسلامية في الكويت. هي إبنه أمير الكويت الثاني عشر الشيخ صباح السالم الصباح من زوجته الشيخة نوريه الأحمد الجابر الصباح.

## أعمالها الخاصة
- مهتمه بالآثار الإنسانية القديمة، ولديها مجموعه كبيرة منها جمعتها هي وزوجها من عدة دول، وتشارك بها بعده معارض خارجية.
- ترأس «دار الآثار الإسلامية» في الكويت.
- تشارك بعضوية عدد من الهيئات المهتمه بشئون التراث:
  - عضو مجلس إدارة مركز الأبحاث للتاريخ والفنون والثقافة الإسلامية.
  - عضو مجلس إدارة مؤسسة الكويت للتقدم العلمي
  - عضو في اللجنة الإسلامية للمحافظة على التراث الإسلامي في الرياض.
  - عضو في اللجنة الثقافية في معهد العالم العربي في باريس.
  - عضو لجنة اختيار النصب التذكاري لدولة الكويت.
  - عضو المجلس الوطني للثقافة والفنون والآداب في الكويت.
  - عضو منظمة أصدقاء المتاحف في المكسيك.
  - عضو الأكاديمية الدولية للمعلوماتية في روسيا.
  - عضو أكاديمية الفنون والتصميم بجامعة فلورنسا في إيطاليا.
- أشرفت على الكثير من معارض دار الآثار الإسلامية وذلك بانتقاء ما يناسبها وتقديمها ومتابعتها خارج الكويت وداخلها.
- قامت بالإشراف على إصدارات دار الآثار الإسلامية وتقديمها والتعليق عليها أو المساهمة في تحريرها مثل:
  - نشرة دار الآثار الإسلامية الدورية.
  - كتاب الفن الإسلامي في الكويت مجموعة الصباح.
  - كتاب كنوز الفن الإسلامي.
  - كتاب بيت القرآن (عن مصاحف الجامع الكبير في صنعاء).
  - كتاب التنوع في الوحدة الذي صدر بمناسبة انعقاد المؤتمر الإسلامي الخامس في الكويت عام 1987.
  - كتاب أوائل المطبوعات الأوروبية عن الحضارة الإسلامية.
- تساهم بالإعداد العلمي والتقديم والمناقشة في الندوات والمحاضرات التي تعدها دار الآثار الإسلامية من عام 1983.
- بعام 1990 وخلال فترة الغزو العراقي للكويت قامت بإداره المركز الإعلامي الكويتي في دمشق.
- بعام 2011 أختيرت عضوًا في مجلس إدارة مؤسسة الكويت للتقدم العلمي.[1]

## حياتها الأسرية
تزوجت بعام 1969 من الشيخ ناصر صباح الأحمد الصباح، ولهما من الأبناء:
- دانه.
- عبد الله.
- بيبي.
- صباح.
- فهد.
- فتوح.